# Monte Piogera
Il Piogera è una montagna delle Alpi alta 1.249 m,  situata tra la Valsesia e il Lago d'Orta.

## Geografia
La montagna è posta in una zona che domina la bassa Valsesia, e la vallata del torrente Qualba, che nasce proprio dalle polle sorgentifere che fuoriescono dai fianchi della montagna. Sotto il Piogera si estendono i cosiddetti comuni del Lago (d'Orta):
- Cesara;
- Nonio;
- Arola;
- Pella.

Nelle vallate laterali scorre il torrente Pascone, affluente della Sesia nella quale sbocca a Roccapietra, e di Pellino e Qualba, le cui acque confluiscono invece nel Lago d'Orta.

## Gli alpeggi del Piogera
Un tempo la produzione di formaggio era il "fior fiore" dell'economia della zona, ma tutt'oggi, gli alpeggi sono quasi tutti stati abbandonati; ne rimangono un paio dove si può degustare la Toma e anche quella del Mottarone, che viene trasportata dal monte omonimo a queste piccole industrie.

## Il problema della "seta artificiale"
Nella zona, si era installata a partire dagli anni venti, un'industria che produceva rayon col metodo del cupro-ammonio. Il processo prevedeva il prelevamento di ingenti quantità d'acqua dal lago  mediante elettropompe  che poi riversava come reflui ancora carichi di ammoniaca e rame.
Dopo un percorso molto breve gli scarichi inquinanti raggiungevano il lago d'Orta, che ha un ricambio d'acque molto lento. Si è perciò creato in breve tempo un grave problema ecologico che negli anni aveva creato un disastro ambientale, uno dei primi per gravità e ordine di tempo, in Italia.
Se la scelta della localizzazione nell'estremità sud del lago fu felice dal punto di vista dell'approvvigionamento idrico, che poteva contare su una grandissima riserva d'acqua, fu la peggiore per quello che riguardava l'inquinamento. L'ammoniaca e il rame prima di trovare l'emissario, doveva percorrere l'intero lago che in pochi anni peggiorò sensibilmente fino ad arrivare ad una grave acidificazione (Ph 4) 
L'azienda si impegnò poi in grandi miglioramenti tecnici per evitare gli inquinamenti e molti risultati furono ottenuti, dapprima riducendo drasticamente l'apporto nei reflui di rame e solo successivamente dell'ammonio. Però ormai il settore entrò in un periodo di profonda crisi del settore e la fabbrica fu definitivamente chiusa.